# Esqui aquático nos Jogos Pan-Americanos de 2019
As competições de esqui aquático nos Jogos Pan-Americanos de 2019 foram realizadas entre 27 e 30 de julho no Lago Bujama, em Lima. Foram disputados dez eventos, sendo cinco no feminino e cinco no masculino, com a disputa do wakeboard. É um dos oito esportes do Pan que não fazem parte do programa dos Jogos Olímpicos.

## Calendário
| Julho/Agosto   | 24 | 25 | 26 | 27 | 28 | 29 | 30 | 31 | 1 | 2 | 3 | 4 | 5 | 6 | 7 | 8 | 9 | 10 | 11 |
| -------------- | -- | -- | -- | -- | -- | -- | -- | -- | - | - | - | - | - | - | - | - | - | -- | -- |
| Esqui aquático |    |    |    |    |    | 7  | 3  |    |   |   |   |   |   |   |   |   |   |    |    |

|  | Dia de competição |  | Dia de final |

## Medalhistas
Masculino
| Evento             | Ouro                                    | Prata                       | Bronze                         |
| ------------------ | --------------------------------------- | --------------------------- | ------------------------------ |
| Rampa detalhes     | Taylor Garcia USA Estados Unidos        | Felipe Miranda CHI Chile    | Dorien Llewellyn CAN Canadá    |
| Slalom detalhes    | Robert Pigozzi DOM República Dominicana | Stephen Neveu CAN Canadá    | Carlos Lamadrid MEX México     |
| Truques detalhes   | Patricio Font MEX México                | Dorien Llewellyn CAN Canadá | Adam Pickos USA Estados Unidos |
| Geral detalhes     | Dorien Llewellyn CAN Canadá             | Rodrigo Miranda CHI Chile   | Tobias Giorgis ARG Argentina   |
| Wakeboard detalhes | Andrew Adkison USA Estados Unidos       | Ulf Ditsch ARG Argentina    | Patricio Gonzalez MEX México   |

Feminino
| Evento             | Ouro                              | Prata                          | Bronze                         |
| ------------------ | --------------------------------- | ------------------------------ | ------------------------------ |
| Rampa detalhes     | Regina Jaquess USA Estados Unidos | Whitney McClintock CAN Canadá  | Valentina Gonzalez CHI Chile   |
| Slalom detalhes    | Regina Jaquess USA Estados Unidos | Whitney McClintock CAN Canadá  | Paige Rini CAN Canadá          |
| Truques detalhes   | Natalia Cuglievan PER Peru        | Erika Lang USA Estados Unidos  | Paige Rini CAN Canadá          |
| Geral detalhes     | Regina Jaquess USA Estados Unidos | Whitney McClintock CAN Canadá  | Paige Rini CAN Canadá          |
| Wakeboard detalhes | Eugenia De Armas ARG Argentina    | Mary Howell USA Estados Unidos | Mariana Nep Ribeiro BRA Brasil |

## Países participantes
Um total de 10 países qualificaram atletas. O número de atletas em que um país entrou está entre parênteses, ao lado do nome do país.
- ARG Argentina (6)
- BRA Brasil (4)
- CAN Canadá (6)
- CHI Chile (6)
- COL Colômbia (6)
- DOM República Dominicana (2)
- MEX México (6)
- PAR Paraguai (1)
- PER Peru (5)
- USA Estados Unidos (6)

## Classificação
Um total de 48 atletas se qualificaram para competir nos jogos. Os sete principais países (incluindo o país anfitrião, Peru) no Campeonato Pan-Americano de Esqui Aquático de 2018 receberam quatro cotas de atletas. As vagas restantes (quatro) foram distribuídas duas por nação (uma por gênero) para os próximos países com melhor classificação. Mais 8 vagas foram disponibilizadas para os qualificadores de wakeboard em cada evento. Uma nação pode inscrever no máximo seis atletas, com a nação anfitriã Peru recebendo a qualificação automática para todas as seis vagas. 

## Quadro de medalhas
| Ordem | País                     | Medalha de ouro | Medalha de prata | Medalha de bronze |    |
| ----- | ------------------------ | --------------- | ---------------- | ----------------- | -- |
| 1     | USA Estados Unidos       | 5               | 2                | 1                 | 8  |
| 2     | CAN Canadá               | 1               | 5                | 4                 | 10 |
| 3     | ARG Argentina            | 1               | 1                | 1                 | 3  |
| 4     | MEX México               | 1               |                  | 2                 | 3  |
| 5     | PER Peru                 | 1               |                  |                   | 1  |
| 6     | DOM República Dominicana | 1               |                  |                   | 1  |
| 7     | CHI Chile                |                 | 2                | 1                 | 3  |
| 8     | BRA Brasil               |                 |                  | 1                 | 1  |
| TOTAL | TOTAL                    | 10              | 10               | 10                | 30 |